# Friedrich Accum
Friedrich Christian Accum o Frederick Accum, nacido en Bückeburg el 29 de marzo de 1769 y fallecido en Berlín el 28 de junio de 1838, fue un químico alemán. Sus principales aportaciones fueron en el área del alumbrado de gas, en la lucha contra la adulteración de alimentos y en la vulgarización de la química al gran público.
Después de un aprendizaje como boticario, vivió en Londres de 1793 a 1821 como "químico independiente": fabricó y vendió productos químicos e instrumentos científicos, mantuvo enseñanzas de pago en química experimental y colaboró con varias instituciones de investigación.
Accum trabajó en el campo  del alumbrado de gas, influido en este sentido por Frederick Albert Winsor que había promovido la fundación de una empresa que pretendía introducir el alumbrado de gas en Londres. A petición  de la Gas Light and Coke Company, Accum emprendió numerosas experiencias sobre este tema y, en 1812, devino miembro del consejo de administración de la empresa. La utilización del gas de alumbrado para el alumbrado público o en la esfera privada tuvo como paso necesario la creación de la primera gran fábrica de producción de gas, de la que Accum fue uno de los conceptores.
Sus publicaciones, la mayoría en inglés, fueron escritas en un estilo accesible al gran público, lo que contribuyó fuertemente a la vulgarización de la química en su época. En 1820, Accum publicó un Treatise on Adulteration of Food ("tratado sobre la adulteración de alimentos"), en el cual denunció la utilización de ingredientes tóxicos, lo que marca los comienzos del interés por la alimentación, Accum fue el primero en interesarse al respecto llegando a un público importante. Aunque su libro se vendió muy bien, sus tentativas para despertar la conciencia del gran público sobre este tema le atrajeron numerosos enemigos en la industria alimentaria de Londres. Abandonó Inglaterra después de un proceso lanzado contra él, y se dedicó el resto de su vida a la enseñanza en Berlín.
En la actualidad se considera a Accum en gran parte olvidado, a pesar de que algunas de sus obras, en particular algunas relacionadas con la alimentación, pueden tener hoy día alguna relevancia.

## Juventud y educación

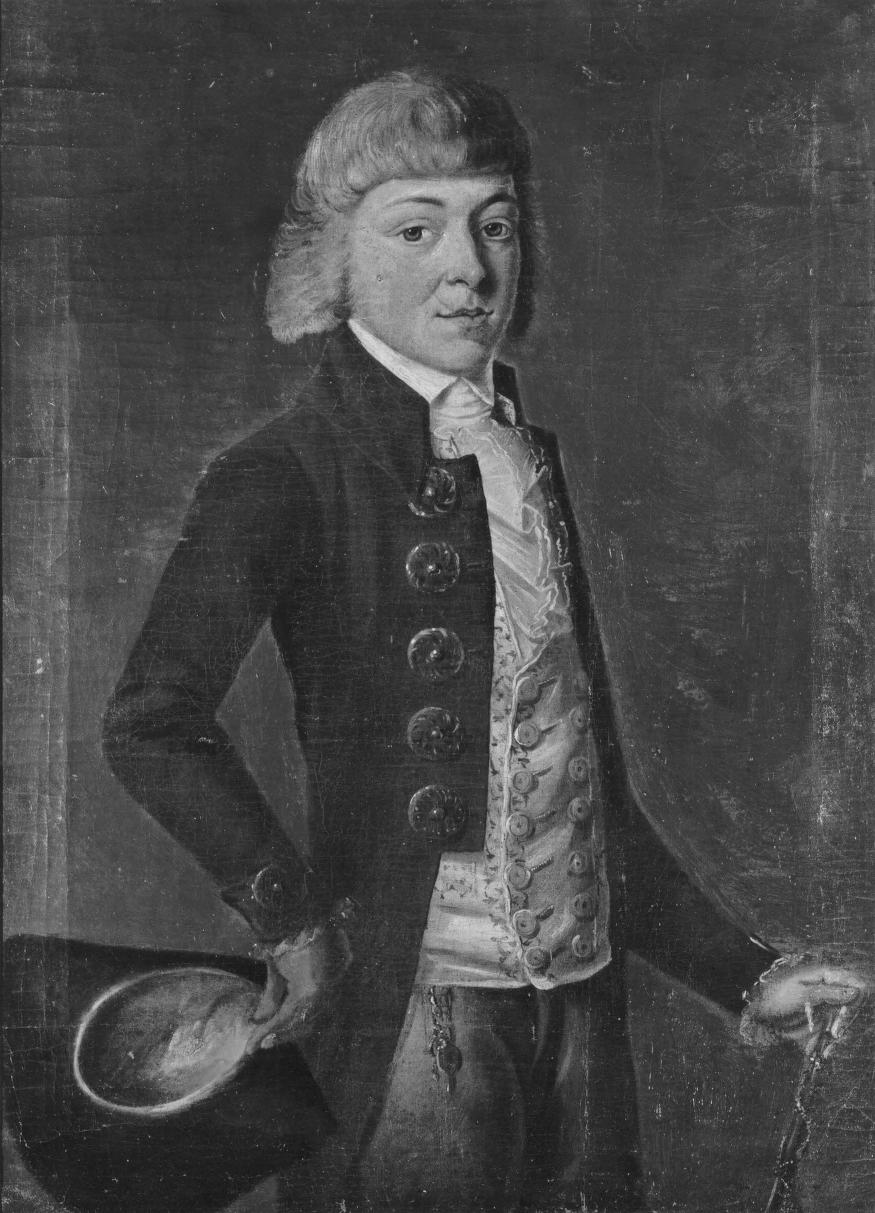
Friedrich Accum de joven. Reproducción en blanco y negro de un retrato al óleo de Accum, obra del cuñado de Accum, Wilhelm Strack.

Accum nació en Bückeburg, una ciudad del  Principado de Schaumbourg-Lippe (actualmente en Baja-Sajonia) una cincuentena de kilómetros al oeste de Hannover. 
Su padre era Markus Herz, originario de Vlotho (una ciudad del norte de Renania del Norte-Westfalia), y sirvió en un regimiento de infantería del conde Georg Wilhelm de Schaumburg-Lippe. Marcus Herz era de origen judío,  y se convirtió al protestantismo en 1755. Poco después, se casó con Judith Berth La Mottein en Bückeburg. Judith era la hija de un sombrerero, miembro de la comunidad francesa de Berlín, y su abuelo un refugiado francés que había huido de las persecuciones  a los hugonotes. Durante su bautizo como protestante, Markus Herz cambió su nombre a Christian Accum. Además de escoger como nombre Christian, escogió  subrayar todavía más su conversión a la religión cristiana tomando como nombre Accum, nombre derivado de la palabra hebrea "Akum" que significa "no-judío". No se sabe si decidió este cambio por su propia iniciativa o bajo influencia de su futura familia política. Después de su matrimonio, se hizo comerciante independiente y fabricante de jabón y vivió en un primer momento en la casa de sus parientes políticos en el número 141 de la Schulstraße en Bückeburg. Deviene ciudadano de la ciudad 9 años después de su matrimonio. El padre de Friedrich Accum falleció a los 45 años el 9 de mayo de 1772, 3 años después del nacimiento de su hijo Friedrich Christian.
Friedrich Accum realizó sus estudios en el Liceo Adolfinum de Bückeburg y recibió también lecciones privadas de francés e inglés. Al finalizar sus estudios, realizó su aprendizaje como boticario en Hannover con los Brande, amigos de la familia Accum, Los Brande poseía también un local en Londres y eran los boticarios de Jorge III, rey de Inglaterra y futuro rey de Hannover. En esa época, Londres era un lugar muy atractivo para los científicos de toda  Europa. Friedrich emigró a Londres en 1793 para ocupar una plaza de ayudante boticario de Brande en Arlington Street.

## Primeros años en Londres
Después de haber trabajado como boticario para la familia Brande, Accum prosigue estudios científicos y asiste a cursos de medicina en la escuela de anatomía de Great Windmill Street. Traba conocimiento con el cirujano Anthony Carlisle (1768–1842) y con el químico William Nicholson (1753–1815), en cuya revista publica su primer artículo en 1798. El 10 de mayo de 1798, Accum se casa con Mary Ann Simpson (6 de marzo de 1777 – 1 de marzo de 1816 en Londres). Durante ese tiempo, adapta su nombre al inglés en "Frederick Accum". Frederick y Mary Ann tendrán 8 descendientes en total, pero solo dos sobrevivieron más allá de la niñez.
En otoño de 1799,  aparece en el periódico de Nicholson una traducción de los trabajos pioneros de Franz Carl Achard sobre la producción de azúcar a partir de la remolacha. Hasta entonces, la única planta que permitía producir azúcar era la caña de azúcar, cultivada en las  Américas. Estos trabajos fueron acogidos con un gran interés, ya que podían permitir la creación de una industria del azúcar local. Poco tiempo después de la publicación de este artículo, Accum recibe muestras de remolacha de Berlín y las muestra a William Nicholson. Se trataba entonces de las primeras remolachas azucareras estudiadas en Inglaterra, y Nicholson publicó un informe detallado de sus observaciones en la edición de enero de su revista, en el cual escribe que el sabor del azúcar obtenido de la remolacha es tan bueno como el obtenido de la caña de azúcar.

## Trabajo en laboratorio, como comerciante y después como enseñante privado

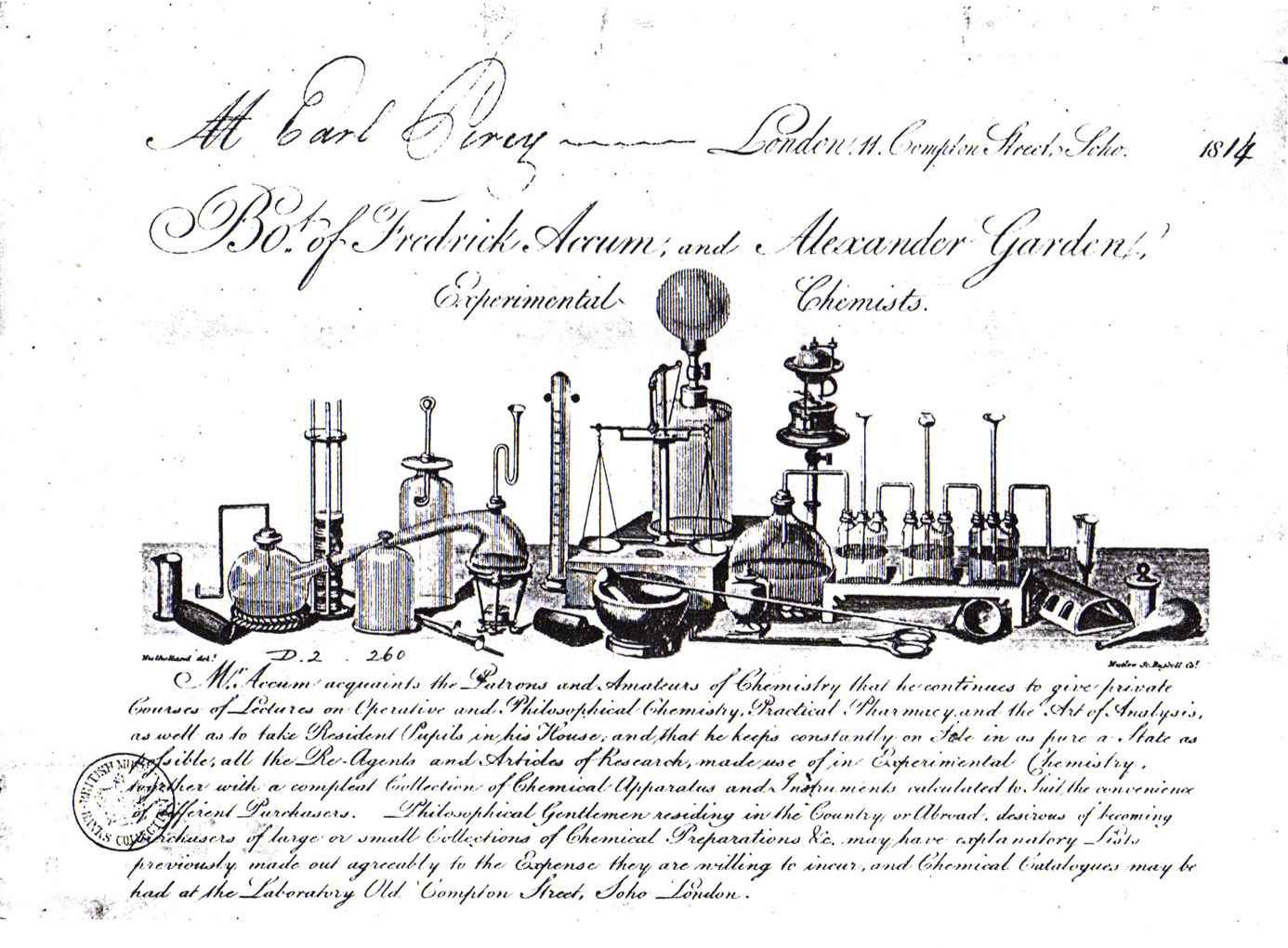
Tarjeta de visita de Friedrich Accum.

En 1800, Accum y su familia abandonan la casa del 17 de Haymarket para  ir a la situada en el 11 de Old Compton Street, donde pasarán los 20 años siguientes. Esta vivienda además de domicilio servirá de escuela, de laboratorio donde efectuar sus experiencias, y de tienda de productos químicos y de instrumentos científicos. En las tarjetas de visita que usa para publicitar sus servicios, describe sus actividades de la manera siguiente :
```
Mr Accum informa a patrones y aficionados a la química que continúa dando cursos privados bajo forma de conferencias de química filosófica y práctica, de farmacia práctica y del arte del análisis, al igual que acoge estudiantes residentes en su domicilio, y que pone constantemente a disposición para la venta al estado más puro posible todos los reactivos y artículos de investigación de los que se hace uso en química experimental, así como una colección completa de aparatos y de instrumentos de química concebidos para satisfacer los anhelos de los diferentes compradores.
[
10
]
```

Accum distribuye un catálogo de las mercancías puestas en venta en su tienda de Old Compton Street, y lo envía bajo petición a otras ciudades de Inglaterra y del extranjero.
Durante varios años, el laboratorio de Accum es el único sitio en Inglaterra donde es posible  asistir a cursos de química práctica en laboratorio además de  conferencias teóricas de química. Las enseñanzas de Accum atraen al menos en parte a un público de calidad. Entre los que atendían estos cursos estaban sobre todo el célebre hombre político londinense y futuro primer ministro Lord Palmerston, el Duque de Bedford y el Duque de Northumberland. Además, su laboratorio es el primero en Europa en ser visitado por estudiantes y sabios venidos de Estados Unidos, entre los cuales estaban Benjamin Silliman y William Dandridge Peck. Más tarde, cuando Silliman deviene profesor de química de la Universidad de Yale (entonces college Yale) en New Haven, compra sus primeros equipos de laboratorio en Londres a Accum. Charles Albert Browne, biógrafo de Accum, conjetura en su obra de 1925 que algunas de las antiguas facultades estadounidenses poseían todavía entonces facturas de la tienda de Accum.
Con el desarrollo de nuevos aparatos de laboratorio, Accum ocupa una posición de mediana categoría en cuanto al coste de los equipos y su aspecto práctico. Permite igualmente a aficionados  realizar trabajos simples de química en su establecimiento. Desarrolla  kits portátiles de laboratorio destinados a agricultores para análisis de suelos. Con un precio de 3 a 8 libras, sus estuches son los primeros laboratorios portátiles.

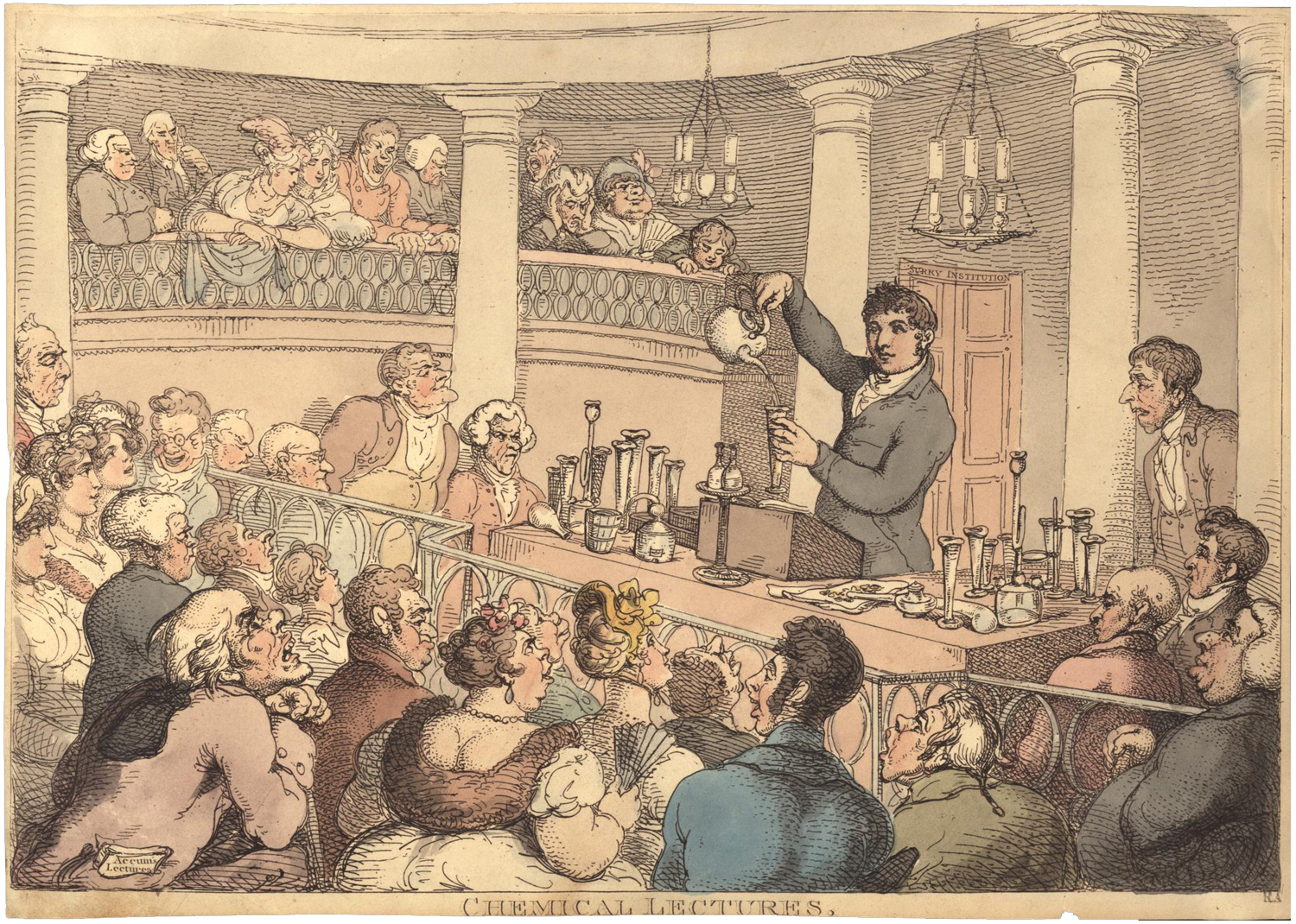
Una representación caricaturizada de unas clases de química de la época.

## Papel en el desarrollo del gas para alumbrado
El desarrollo industrial al finalizar el siglo XVIII y principio del XIX  era no dependía  del  alumbrado artificial. El alumbrado de las fábricas textiles mediante velas o lámparas de aceite representaba gastos considerables que no eran  sostenibles desde un punto de vista económico. Con el desarrollo de técnicas de producción industrial, las nuevas fábricas textiles no eran solo más grandes sino que tenían que igualmente estar mejor iluminadas y  durante periodos más largos. Como resultado tanto de un aumento importante de la demanda, como de los progresos tecnológicos debidos a los trabajos teóricos de Lavoisier con relación al papel del dioxígeno en la combustión, tuvieron lugar una serie continua de mejoras en las tecnologías de alumbrado a fines del siglo XVIII .
La producción de gas a partir de carbón había sido señalada al finalizar el siglo XVII  por Henry Clayton en una carta a Robert Boyle. En esta carta, publicada únicamente en 1739 en las Philosophical Transactions de la Royal Society of London, Clayton escribió :
```
He conseguido carbón de una mina cercana, que he destilado en seco calentándolo a 1000
 
°C. En un primer momento, no he obtenido más que una 
flema
, después un aceite negro, y luego también ha aparecido un 
espíritu
, que no he conseguido condensar, pero que ha roto mis vidrios. He observado que este 
espíritu
 al escaparse se prendía al fuego de la llama de una vela, y continuaba quemándose violentamente mientras se escapaba, hasta que lo apagué, y después se reencendía nuevamente,  repetidamente.
```

Esta observación no encontró  aplicación práctica hasta finales del siglo XVIII  El gas producido durante el tratamiento del carbón en las cokerias no se utilizaba hasta que William Murdoch comenzó a promover su utilización para el alumbrado. Otras experiencias de este tipo habían sido efectuadas por ejemplo por George Dixon en Cockfield en 1780, por Jan Pieter Minckelers en 1785 en Lovaina, o por Archibald Cochrane en 1787 en su propiedad de Culross Abbey, pero eran todas a pequeña escala. El primer verdadero prototipo de las futuras fábricas de gas de alumbrado fue construido en 1802 en la fundición de Soho y en 1805 en la hilandería de algodón de George Lee en Salford, cerca de Mánchester. No obstante, esta nueva tecnología tuvo  que enfrentarse a un gran escepticismo. Hizo falta esperar hasta 1810 para que una comisión de la  Cámara de los Comunes preguntara a Murdock : "¿Será posible obtener luz sin mecha?" Hizo falta todavía esperar la segunda década del siglo XIX  para que el alumbrado de gas del tipo de las fábricas industriales pudiera comenzar a iluminar las calles de las ciudades. Accum jugó un papel crucial en este desarrollo.

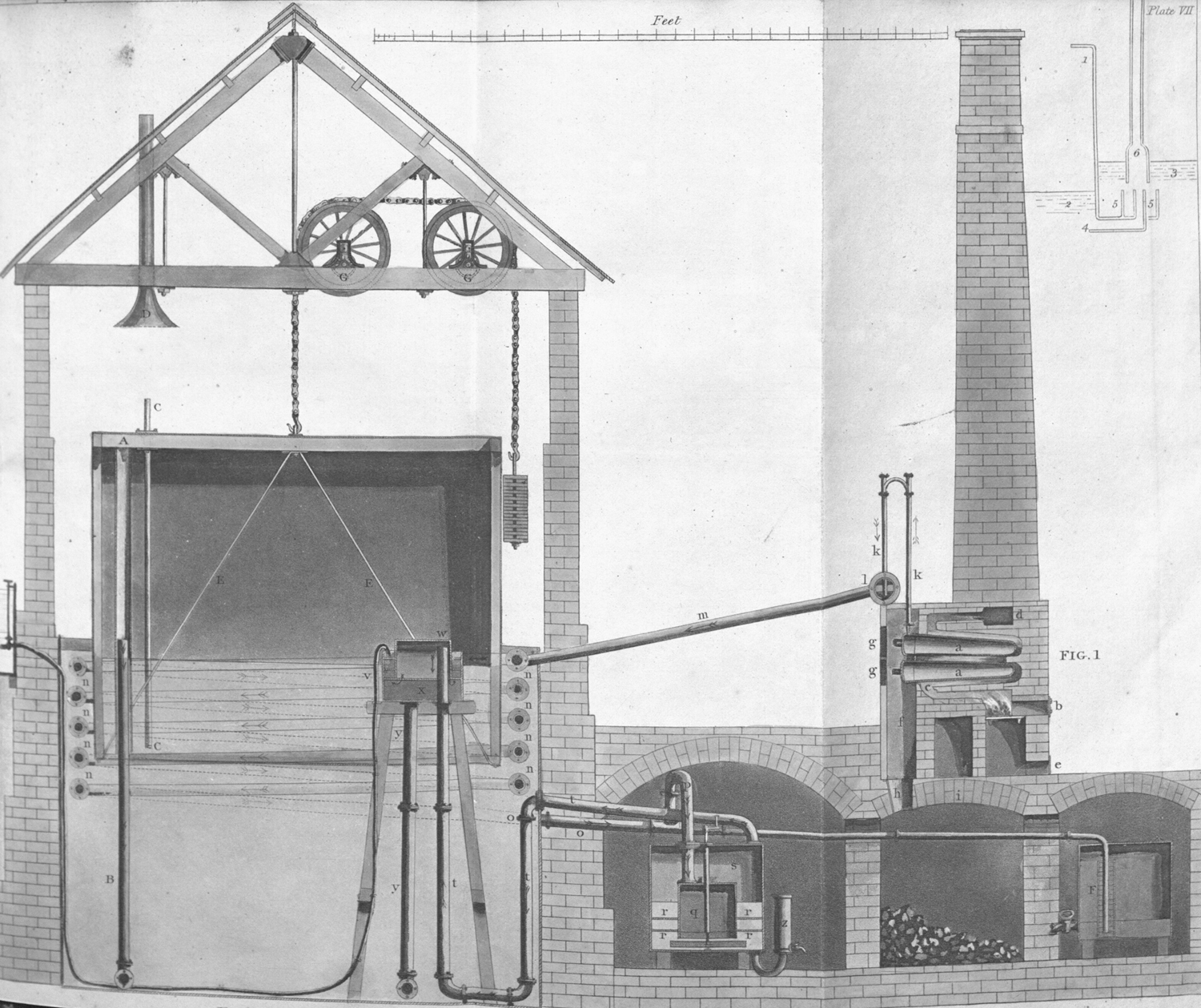
La primera fábrica londinense de gas en 1814. Plan de Accum en A Practical Treatise on Gas Light (1815). Los aparatos de destilación están ubicados transversalemente, directamente bajo la chimenea, el gasómetro está a la izquierda.

Accum comienza a implicarse en la producción de gas para el alumbrado siguiendo los trabajos de Friedrich Albert Winsor (1763–1830), otro emigrado alemán, que había llevado una campaña publicitaria durante varios años. En 1809, Accum es convocado ante una comisión parlamentaria que desea conceder un estatuto para una compañía de gas como consecuencia de la campaña de Winsor. La primera tentativa es un fracaso, pero la ley es adoptada en 1810 y la compañía se funda bajo el nombre de "Gas Light and Coke Company". La compañía cumple las condiciones especificadas en la ley y comienza sus operaciones en 1812. Accum es entonces miembro del consejo de administración. Dirige la construcción de una fábrica de gas en Curtain Road, la primera de la historia del alumbrado a gas. Desde ese día, el alumbrado a gas ya no está limitado a los sitios industriales y  aparece en las ciudades. El puente de Westminster está iluminado por  lámparas de gas en 1813 y un año más tarde, es el turno de las calles de Westminster. En 1815, Accum pública "Description of the Process of Manufacturing Coal-Gas". En la introducción, compara las nuevas fábricas de gas con las compañías de aguas, que operan en Londres desde el comienzo del siglo XVIII: "Gracias al gas, será posible  tener luz en todas las casas, como es el caso actualmente del agua". Cuando este libro fue traducido al alemán en Berlín en 1815, hubo que añadir una nota explicativa de la manera siguiente, ya que no existía ninguna compañía de aguas todavía en Berlín: "Hay muchas viviendas privadas en Inglaterra en las cuales hay tuberías en las paredes, de  manera que en casi todas las piezas, basta abrir un grifo para tener agua."
En 1814 en Londres, solo hay un gasómetro de 400 m3, pero en 1822 hay ya 4 compañías de gas cuyos gasómetros representan un volumen combinado de 28 000 m3. Para optimizar la red de distribución, las fábricas se instalaban entonces en los distritos de la ciudad, allí donde se conumía el gas. El desarrollo de este tipo de fábricas químicas en lugares de viviendas atraía las críticas a esta nueva tecnología por parte del público. Sus críticas eran particularmente virulentas cuando había explosiones  y eran dirigidas también contra los efluentes tóxicos de procedencia de las fábricas. Accum que en ese momento formaba parte de los promotores del alumbrado a gas, además de sus trabajos como químico, rechazó violentamente estas críticas en sus propios escritos. A través de análisis detallados mostraba que, en conjunto, los accidentes se debían a errores humanos y no a problemas tecnológicos y eran por tanto evitables.
Desde el comienzo, Accum se preocupó de los subproductos de la producción de gas a partir del carbón, sobre todo compuestos azufrados y alquitrán. En aquella época generalmente estos subproductos se enterraban o vertían a los cursos de agua. Los compuestos amoniados y azufrados causaban daños considerables al entorno. En 1820, Accum comienza a pedir que el poder legislativo interviniese para impedir la dispersión indiscriminada de estos subproductos. No obstante, hubo poca atención por parte del poder político, ya que las explosiones de gas llamaban mucho más la atención que la degradación del medio ambiente a largo plazo debida a los subproductos tóxicos de la fabricación del gas.

## Adulteración de alimentos
En 1820, Accum inicia una lucha pública contra la adulteración de  alimentos en su libro A Treatise on Adulterations of Food and Culinary Poisons (Tratado sobre la adulteración de alimentos y los venenos culinarios). En esta época, los aditivos alimentarios procedentes de vegetales se  utilizan desde hace mucho tiempo como conservantes o para modificar el sabor o la apariencia de los alimentos. Al principio del siglo XIX, los comienzos de la utilización de técnicas industriales para producir alimentos extienden esta práctica al punto de provocar un problema urgente. La producción y la distribución de alimentos, que hasta entonces eran  un intercambio directo entre un productor y su cliente, resultan cada vez más centralizadas. Los progresos de la química y la ausencia de leyes que protejan a los consumidores permiten a comerciantes poco escrupulosos desarrollar y utilizar nuevos ingredientes y aditivos alimentarios sin ensayarlos previamente. Accum es el primero en señalar esta cuestión y a recibir una gran audiencia.

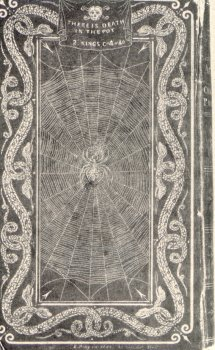
“La muerte está en el pote” − portada del libro de Accum A Treatise on Adulterations of Food and Culinary Poisons (1820).

Un mes después de la publicación de A Treatise on Adulterations of Food and Culinary Poisons, se habían vendido un millar de copias. Una segunda tirada aparece el mismo año y se publica una traducción en alemán dos años más tarde en Leipzig. La portada del libro es una clara muestra de que Accum es capaz de utilizar imágenes impactantes para atraer la atención del gran público sobre sus trabajos científicos. Representa un marco rectangular que contiene una tela de araña, rodeada de serpientes entrelazadas. Una araña ocupa el centro de la tela, y el marco está encabezado con la leyenda sacada  del Antiguo Testamento: "La muerte está en el pote".
El contenido de los diferentes capítulos del libro alterna entre fraudes sin peligro, como añadir al café polvo de guisantes desecados, y las descripciones de contaminaciones por sustancias verdaderamente tóxicas. Accum explica por ejemplo a sus lectores que el aceite de oliva importado de España contiene una concentración significativa de plomo, a causa de los contenedores de plomo utilizados en ese país durante el tratamiento del aceite, y recomienda  utilizar el aceite de otros países como Francia o Italia donde esta utilización no tiene lugar. Pone en guardia a sus lectores contra los caramelos de color verde brillante vendidos en las calles de Londres por comerciantes ambulantes,  color producido utilizando el "sapgreen", un colorante que contiene un nivel elevado de óxido de cobre. Explica igualmente que el vinagre se mezcla a menudo con ácido sulfúrico con objeto de aumentar su acidez.
Accum consagra una atención particular a la cerveza e introduce este tema con este comentario: "las bebidas procedentes de la malta, y más particularmente las porter (cerveza negra), bebida preferida de los habitantes de Londres y otras grandes ciudades, forman parte de los alimentos más frecuentemente adulterados durante su elaboración." Afirma que a las cervezas inglesas se les adiciona ocasionalmente  melazas,  miel, vitriolo, pimienta e incluso  opio. Entre las prácticas más chocantes que cita figura la adición a la porter de  preparados de coca de Levante (o cóculo oriental, Anamirta cocculus, de la familia de las Menispermaceae). Estaba claro que durante las guerras de la Revolución francesa esta práctica se había extendido, y Accum atribuye los efectos de intoxicación de las cervezas adulteradas a esta planta. Para sostener sus afirmaciones, Accum utiliza fuentes variadas. Por ejemplo en el caso del Anamirta cocculus, utiliza entre otros los datos estadísticos de importaciones de la planta y compara la evolución de los precios de esta planta en las listas de precios de los proveedores de materiales de cervecerías con las tendencias de los precios a largo plazo.
El Treatise on Adulterations of Food and Culinary Poisons posee dos característicos notables. Primeramente, de manera similar a las primeras obras de Accum, está escrito con descripciones simples de técnicas de química analítica que él empleaba, de manera a hacerlo más accesible al lector. Accum quería que cada ensayo pudiese ser reproducido por un aficionado de la manera más simple posible. Escribe en el  prefacio de la primera edición:
```
Cuando he puesto a punto los procedimientos experimentales necesarios para la detección de fraudes, el objeto de mi exposición, he procurado seleccionar únicamente operaciones que puedan ser realizadas por personas sin formación de química. Por otra parte, mi objetivo ha sido expresar todas las reglas y las instrucciones en un lenguaje común, sin términos científicos oscuros sin lugar en una obra destinada a ser leída con atención por el gran público.
```

La segunda característica del Treatise es que Accum no limita  su campaña a una mera exposición de los problemas. Al finalizar cada capítulo, incluye los nombres de comerciantes que durante los años que preceden a 1820 fueron sorprendidos adulterando alimentos. De este modo, busca privarlos de su mercado y a influir sobre la economía de Londres.

### Reacciones alTreatise on Adulterations of Food
Friedrich Accum era plenamente consciente antes de la publicación de su libro de que el hecho de mencionar nombres precisos en el seno del medio económico londinense iba a provocar resistencia y tal vez reacciones violentas. En el prefacio de la primera edición, califica la publicación de estos nombres de "tarea ingrata" y de "deber doloroso" que emprende después de la comprobación de sus afirmaciones. Aunque añade luego que ha "evitado cuidadosamente citar a nadie que no hubiese sido nombrado en documentos auténticos del parlamento", y que no puede evitar atraer la cólera de sus opositores. En el momento de la aparición de la segunda edición, afirma en el prefacio haber recibido amenazas. Al mismo tiempo, eso no le impide "poner al imprudente en guardia" contra las supercherías de personas poco escrupulosas. Añade igualmente que desea advertir a sus enemigos escondidos que se servirá de su texto para señalar siempre los crímenes por los cuales estos estafadores y sus socios han sido juzgados culpables por la justicia, es decir de haber convertido en tóxicos alimentos de base.

## Escándalo y persecuciones
El proceso que acaba por provocar la salida de Accum de Inglaterra y su regreso a Alemania empieza algunos meses después de la aparición del Treatise on Adulterations of Food and Culinary Poisons. Durante mucho tiempo se dierion numerosas explicaciones contradictorias sobre las circunstancias exactas de su exilio. En definitiva, Cole prueba en 1951 en un addendum al acta de la Royal Insitution que la presentación de los eventos adoptada en el Dictionary of National Biography y después, posteriormente en el Allgemeine Deutsche Biographie, según los cuales Accum había sido involucrado con acusaciones de desvío de fondos como bibliotecario de la Royal Institution y se había fugado a Alemania, no correspondían con la realidad.
Cole reprodujo en su totalidad el acta de una asamblea extraordinaria de la Real Institución en fecha del 23 de diciembre de 1920 que muestra que estos acontecimientos comenzaron como consecuencia de las observaciones de un bibliotecario de la Royal Institution llamado Sturt. Éste informó a sus superiores que el 5 de noviembre de 1820, se habían arrancado un cierto número de páginas  de libros en sala de lectura de la Real Institución, libros que Accum había leído. Bajo instrucción de sus superiores, Sturt perforó un agujero en un muro de la sala de lectura para poder espiar a Accum desde una sala vecina. Según el acta, durante la noche del 20 de diciembre, Sturt observó a Accum arrancar páginas que trataban ingredientes y utilizaciones del chocolate en un volumen del Nicholson’s Journal y después irse con ellas.  Bajo orden de un magistrado de la ciudad de Londres, los locales de Accum en Old Compton Street fueron registrados y se descubrió efectivamente las páginas arrancadas, que correspondían bien a los libros de la Royal Institution.
Después de haber estudiado el asunto en su totalidad, el magistrado calculó cuanto hubiera sido el valor de las hojas de los libros de los cuales las páginas que habían sido encontrado en el domicilio de Accum, una vez separadas de estos libros ya no eran más que papel bueno para tirarlo a la basura. Si hubieran pesado una libra, lo habría condenado por una libra de papel, pero como este no era el caso lo absolvía.

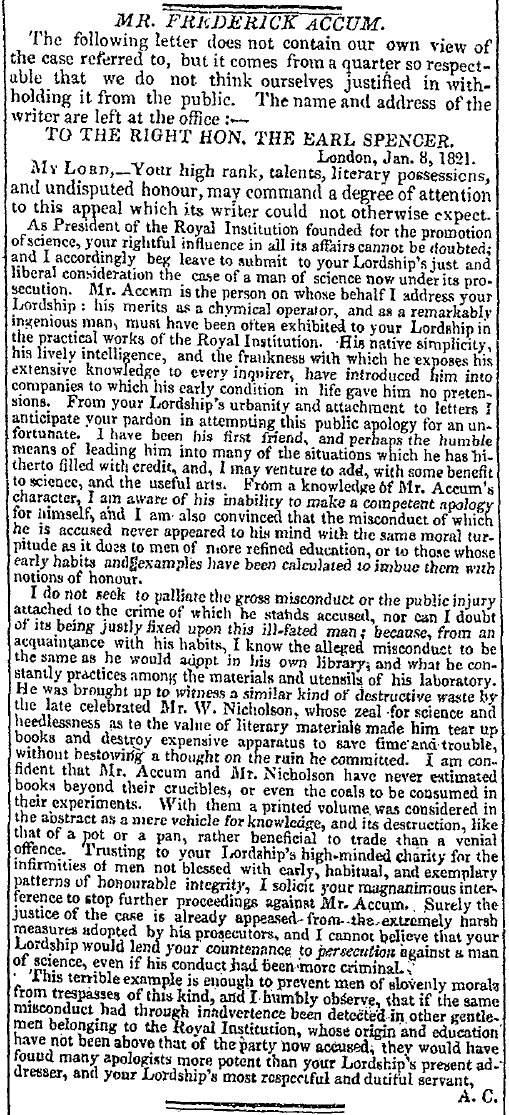
Carta sobre Accum firmada por A.C. en The Times del 10 de enero de 1821

No obstante, la comisión de la Royal Institution que se reunió el 23 de diciembre de 1820 no quedó satisfecha  de este juicio y decidió  acometer actuaciones en contra de Accum. El 10 de enero de 1821, se publicó una carta abierta a Lord Spencer, presidente de la institución, en The Times para defender a Accum. La carta estaba firmada "A.C.", y Cole supone que la autoría era del cirujano Anthony Carlisle, amigo de Accum desde el comienzo de su estancia londinense. Este apoyo beneficia poco a Accum, como lo muestra el acta de la Royal Institution del 16 de abril de 1821. El acta refleja la iniciación de actuaciones judiciales contra Accum por el robo de papel por un valor de 14 peniques. Dos de sus amigos estaban citados también en el acto de acusación: el editor Rudolph Ackermann y el arquitecto John Papworth. Los tres se presentaron al tribunal y tuvieron que pagar 400 libras esterlinas de fianza. Accum no estuvo  presente en el tribunal durante los debates, y huyó a Alemania.
La lucha contra la adulteración de los alimentos y las bebidas continuó en Gran Bretaña durante cuarenta años después de la partida de Accum a Alemania hasta que se promulgó la Adulteration Act de 1860.

## Regreso a Alemania
Durante los dos años que preceden su regreso a Alemania, Accum había publicado varios libros sobre la química de la alimentación. En 1820, había publicado dos tratados,  uno sobre la fabricación cervecera (A Treatise on the Arte of Brewing - "tratado sobre el arte de la cervecería") y otro sobre el vino (A Treatise on the Art of Making Wine - "tratado sobre el arte de elaboración del vino"). El año siguiente aparecía Culinary Chemistry ("química culinaria"), en la cual Accum daba informaciones prácticas sobre las bases científicas de la cocina. Publicó también un libro sobre el pan (A Treatise on the Art of Making Good and Wholesome Bread - "tratado sobre el arte de hacer un pan bueno y sano"). Después de su regreso a Alemania, sus trabajos continuaron siendo reimpresos y se tradujeron al francés, italiano y alemán, llegando a un público vasto tanto en Europa como en Estados Unidos.
Inmediatamente después de su llegada a Alemania, Accum fue a la ciudad de Haldensleben. En esta ciudad, el industrial Johann Gottlob Nathusius había adquirido uno cierto número de propiedades y las utilizaba para fundar instalaciones industriales tentaculaires. Nathusius era igualmente un pionero en el campo de la producción de azúcar de remolacha y  estableció una fábrica de azúcar en la ciudad entre 1813 y 1816. Es probablemente la rica biblioteca de Nathusius, así como su laboratorio de química, lo que atrajo a Accum. No obstante, solo permaneció poco tiempo en Althaldensleben (hoy Haldensleben), porque obtuvo rápidamente una plaza de profesor en el Gewerbeinstitut y en la Academia de arquitectura de Berlín de Berlín. Sus enseñanzas en los campos de la física, de la química y de la mineralogía se reunieron en los dos volúmenes del libro Physische und chemische Beschaffenheit der Baumaterialien, deren Wahl, Verhalten und zweckmässige Anwendung publicados en Berlín en 1826. Se trata de las únicas obras publicadas directamente en alemán por Accum.
Algunos años después de su instalación en Berlín, Accum hace construir una casa en el 16 de la Marienstraße (más tarde 21 Marienstraße) donde reside hasta su muerte. Durante sus últimos años, sufre de gota,a causa de la cual acabará por sucumbir. Su enfermedad empeoró en junio de 1838 y su estado de salud se detérioró rápidamente. Murió en Berlín a los 69 años, el 28 de junio y está enterrado en el Dorotheenstädtischen Friedhof.

## Bibliografía y fuentes primarias

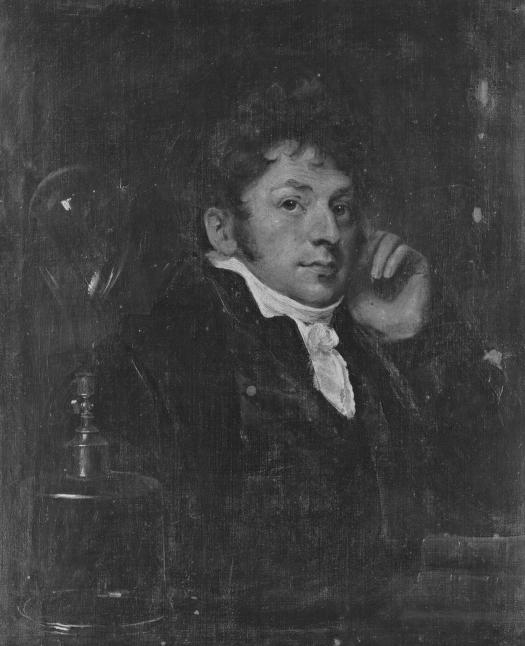
Fotografía en blanco y negro de un retrato pintado por Samuel Drummond, de Londres.

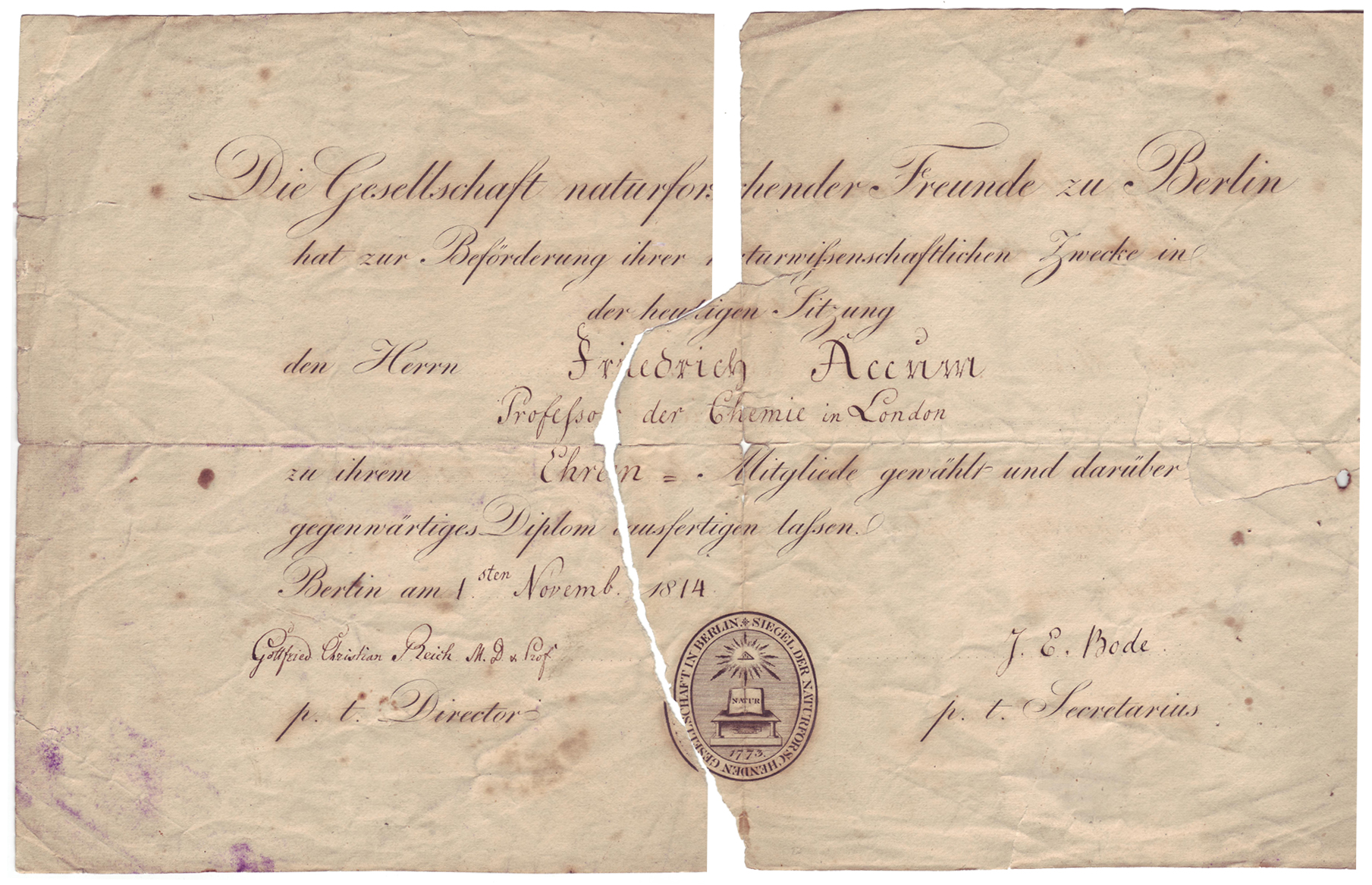
Diploma de Accum como miembro de la Sociedad de amigos de la filosofía natural, Berlín, noviembre de 1814.